# WTA de Nottingham
O WTA de Nottingham – ou Rothesay Open Nottingham, atualmente – é um torneio de tênis profissional feminino, de nível WTA 250.
Realizado em Nottingham, no Reino Unido, estreou nos anos 1970, teve longo hiato e retornou em 2015. Os jogos são disputados em quadras de grama durante o mês de junho.

## Finais

### Simples
| Ano                                                         | Campeã                                | Vice-campeã                           | Resultado                      |
| ----------------------------------------------------------- | ------------------------------------- | ------------------------------------- | ------------------------------ |
| 2025                                                        | McCartney Kessler                     | Dayana Yastremska                     | 6–4, 7–5                       |
| 2024                                                        | Katie Boulter                         | Karolína Plíšková                     | 4–6, 6–3, 6–2                  |
| 2023                                                        | Katie Boulter                         | Jodie Burrage                         | 6–3, 6–3                       |
| 2022                                                        | Beatriz Haddad Maia                   | Alison Riske                          | 6–4, 1–6, 6–3                  |
| 2021                                                        | Johanna Konta                         | Zhang Shuai                           | 6–2, 6–1                       |
| Torneio não realizado em 2020 devido à pandemia de COVID-19 |                                       |                                       |                                |
| 2019                                                        | Caroline Garcia                       | Donna Vekić                           | 2–6, 7–64, 7–64                |
| 2018                                                        | Ashleigh Barty                        | Johanna Konta                         | 6–3, 3–6, 6–4                  |
| 2017                                                        | Donna Vekić                           | Johanna Konta                         | 2–6, 7–63, 7–5                 |
| 2016                                                        | Karolína Plíšková                     | Alison Riske                          | 7–6 8, 7–5                     |
| 2015                                                        | Ana Konjuh                            | Monica Niculescu                      | 1–6, 6–4, 6–2                  |
| Torneio não realizado entre 2014 e 1974                     |                                       |                                       |                                |
| 1973                                                        | Billie Jean King                      | Virginia Wade                         | 8–6, 6–4                       |
| 1972                                                        | Billie Jean King vs. Evonne Goolagong | Billie Jean King vs. Evonne Goolagong | Final cancelada devido à chuva |
| 1971                                                        | Julie Heldman                         | Barbara Hawcroft                      | 6–4, 7–9, 6–3                  |

### Duplas
| Ano                                                         | Campeãs                             | Vice-campeãs                       | Resultado         |
| ----------------------------------------------------------- | ----------------------------------- | ---------------------------------- | ----------------- |
| 2025                                                        | Beatriz Haddad Maia Laura Siegemund | Anna Danilina Ena Shibahara        | 6–3, 6–2          |
| 2024                                                        | Gabriela Dabrowski Erin Routliffe   | Harriet Dart Diane Parry           | 5–7, 6–3, [11–9]  |
| 2023                                                        | Ulrikke Eikeri Ingrid Neel          | Harriet Dart Heather Watson        | 7–66, 5–7, [10–8] |
| 2022                                                        | Beatriz Haddad Maia Zhang Shuai     | Caroline Dolehide Monica Niculescu | 7–62, 6–3         |
| 2021                                                        | Lyudmyla Kichenok Makoto Ninomiya   | Caroline Dolehide Storm Sanders    | 6–4, 36–7, [10–8] |
| Torneio não realizado em 2020 devido à pandemia de COVID-19 |                                     |                                    |                   |
| 2019                                                        | Desirae Krawczyk Giuliana Olmos     | Ellen Perez Arina Rodionova        | 7–65, 7–5         |
| 2018                                                        | Alicja Rosolska Abigail Spears      | Mihaela Buzărnescu Heather Watson  | 6–3, 7–65         |
| 2017                                                        | Monique Adamczak Storm Sanders      | Jocelyn Rae Laura Robson           | 6–4, 4–6, [10–4]  |
| 2016                                                        | Andrea Hlaváčková Peng Shuai        | Gabriela Dabrowski Yang Zhaoxuan   | 7–5, 3–6, [10–7]  |
| 2015                                                        | Raquel Kops-Jones Abigail Spears    | Jocelyn Rae Anna Smith             | 3–6, 6–3, [11–9]  |
| Torneio não realizado entre 2014 e 1974                     |                                     |                                    |                   |
| 1973                                                        | Rosemary Casals Billie Jean King    | Chris Evert Betty Stöve            | 6–2, 9–7          |
| Torneio de duplas não realizado em 1972                     |                                     |                                    |                   |
| 1971                                                        | Françoise Dürr Julie Heldman        | Ana María Arias Raquel Giscafré    | 6–0, 6–3          |